# Gargoyles - Il risveglio degli eroi
Gargoyles - Il risveglio degli eroi (Gargoyles) è una serie animata realizzata dalla Disney, andata in onda dal 1994 al 1997 negli Stati Uniti.
Considerato il prodotto più estremo ed ambizioso della Disney, i protagonisti della serie sono 5 gargoyle che dopo aver dormito per mille anni a causa di un incantesimo si risvegliano nel mondo moderno, più precisamente nella città di Manhatran, e decidono di difenderla dal crimine.

## Trama

### Prima stagione
Tutto inizia nella Scozia del 994 d.C. A causa di incomprensioni ed inganni, i Gargoyles vennero colpiti da una maledizione di un mago (uno dei personaggi, il Magus), personaggio dotato di magia grazie ad un libro magico denominato Grimorum Arcanorum, che nell'arco della serie creerà più volte il caos. Questo mago scagliò loro una maledizione credendo che per colpa loro la principessa, di cui egli era segretamente innamorato, fosse morta; il maleficio recitava che "sarebbero rimasti addormentati fino a quando il loro castello non fosse giunto sopra le nuvole".
Nel 1994, mille anni dopo, uno spietato miliardario statunitense, David Xanatos, affascinato da questa leggenda dopo averla letta nel Grimorum in suo possesso - scritta dalla stessa mano del Magus - acquista il castello, lo fa smontare dalla Scozia e ricostruire sul suo grattacielo, e così i Gargoyle si ritrovano nella moderna Manhattan a combattere la criminalità e a scoprire le invenzioni della tecnologia.
Nessuno dei Gargoyles nei tempi addietro ha mai avuto un nome proprio a parte il loro leader Golia, chiamandosi tra di loro solo fratello, o fratello di nido. Nella moderna New York decidono di darsi un nome ispirandosi a quelli dei luoghi famosi, come il quartiere di Brooklyn (gargoyle rosso), la baia dell'Hudson (il vecchio capo dei Gargoyle), la cittadina di Lexington (il giovane gargoyle marrone e il più piccolo di statura), il viale Broadway (Gargoyle grasso e di colore verde) ed infine il cane, che prende nome del quartiere Bronx.
Esiste anche una temibile Gargoyle femmina: Dèmona, personaggio contorto, vendicativo e temuto, che reputa gli umani traditori e responsabili della morte di numerosi Gargoyle del suo tempo prima della maledizione dei 1000 anni. Essa è chiamata "l'oscuro angelo della notte" da Golia, il leader del gruppo: si tratta della sua innamorata. Il nome le venne dato in primis dalle tre strane sorelle durante un sortilegio di nuova giovinezza che legò per l'eternità Macbeth e Dèmona, infatti egli dona la sua giovinezza alla vecchia Gargoyle in cambio del suo aiuto in guerra, nessuno di loro morirà finché l'altro vivrà. Le tre Strane Sorelle sono un trio di streghe potentissime che stavano a guardia di Avalon, mistica isola dove giace il Re addormentato che si rivela essere Re Artù, privo di Excalibur e dei suoi cavalieri. In tale isola non può essere praticata la magia, o meglio la regola è questa ma può essere infranta in vari modi. In secondo luogo il nome gli venne attribuito da Macbeth alla sua incoronazione, avvenuta grazie all'aiuto in guerra di Demona e del suo clan di Gargoyle, che riuscirono a combattere i loro invasori, cugini di Macbeth. In battaglia Dèmona era agguerrita e crudele tanto da far enunciare a Macbeth "Tu combatti davvero come un demone..." da qui il nome Dèmona. Nella sua corsa alla vendetta, viene in possesso di uno specchio magico (nella seconda serie) appartenente alla dinastia degli elfi (la terza razza), chiamati anche figli di Oberon, da qui riesce a liberare un elfo di nome Puck, al quale sottrarrà molti favori per distruggere gli umani, ma che poi verranno annullati.
Puck prima di andare via fa un dono a Demona, quello di non diventare di pietra di giorno ma di restare di carne ad ossa. Enunciando le parole:
"Terribile creatura tu vuoi rimanere, non cambiata dal sole ma dal tuo volere, rimani così per tutta la notte, allora, ma che tu sia di carne ed ossa alla nuova aurora."
Ma il sortilegio tramuta Dèmona in umana durante il giorno, rendendola come gli esseri da lei disprezzati.

### Seconda stagione
Nell'arco della seconda serie compare un nuovo gargoyle, Ailog (Thailog nell'originale), il clone di Golia, identico ad esso tranne che nel colore della pelle -nera- e dei capelli bianchi. Questi, sfruttando la sua intelligenza superiore, riesce ad estorcere 20 milioni di dollari a Xanatos, poi inscenando la sua morte sparisce da Manhattan. Soltanto in seguito si scoprirà che Ailog si è trasferito in Francia, a Parigi per l'esattezza presso Notre-Dame, in un castello che ora appartiene a Demona e a suo marito Macbeth, il quale è ignaro della sua vera identità fino a dopo la celebrazione del matrimonio. Dèmona, sfruttando il maleficio di Puck, l'elfo, figlio di Oberon, che la tramuta di giorno non più in pietra ma in umana, riesce a sposarsi con Macbeth. Puck si rivelerà poi essere nientemeno che Owen, il segretario di Xanatos.
Così Ailog con uno stratagemma fa in modo che Dèmona e Macbeth si combattano per uccidersi a vicenda e prendere lui tutte le ricchezze di Macbeth, più i 20 milioni che ha preso a Xanatos, così diventando alla pari del suo creatore per quanto riguarda il capitale, ma qui le cose precipitano e vengono sventate da Golia e Angela, figlia biologica di Golia e Dèmona, che è stata incontrata ad Avalon. Prima di andare via da Avalon, Angela aveva espresso a Golia il desiderio di conoscere il mondo ed in modo particolare New York. Per andare via da Avalon basta un qualunque specchio d'acqua e seguire la corrente in direzione del posto desiderato, ma per Golia, Angela e la bella Elisa, che come ricordiamo è la poliziotta amica di Golia che conosce le loro debolezze, inizia un viaggio tortuoso che dura circa un anno, portandoli di volta in volta in posti diversi del mondo dove devono risolvere dei casi legati ai Gargoyles ancora in vita sparsi per il mondo.

### Terza stagione (The Goliath Chronicles)
In questa terza serie, dopo che il distretto di polizia (adibito a rifugio dei gargoyles in sostituzione del castello Wyvern) viene distrutto dai cacciatori, l'umanità intera è ora al corrente dell'esistenza delle creature della notte. L'ultimo cacciatore John Castaway, sfrutta la paura dei cittadini per venire legalizzato e formare una sorta di Ku Klux Klan raggruppando poliziotti, militari e cittadini volontari per dare la caccia ai gargoyles sia durante il giorno che durante la notte.
In questo clima Elisa e Golia iniziano una burrascosa relazione e i gargoyle possono contare su un nuovo, inaspettato alleato: David Xanatos, il quale consente a Golia ed al suo clan di ritornare al castello e pone fine alle loro ostilità come segno di riconoscenza per aver salvato il figlio Alex da Oberon.
Le trame abbandonano sempre di più le influenze soprannaturali delle prime due stagioni concentrandosi di più sulla caccia spietata ai gargoyle, sul razzismo e sulle tematiche poliziesche ed umanitarie, vedendo il clan di gargoyle intento a farsi accettare dalla razza umana per il bene non solo proprio ma di tutti i gargoyle viventi scoperti nel corso della stagione precedente; il clan pian piano riesce a far sì che il mondo apra gli occhi sui gargoyles e su ciò che davvero rappresentano; esemplari sono il processo di Golia, l'intervento chirurgico di Hudson e l'intervista di Broadway.
La serie culmina con l'arresto dell'irriducibile ultimo cacciatore e l'accettazione da parte dell'umanità delle creature alate come guardiani della notte.

## Episodi
| Stagione         | Episodi | Prima TV USA | Prima TV Italia |
| ---------------- | ------- | ------------ | --------------- |
| Prima stagione   | 13      | 1994-1995    | 1995-1996       |
| Seconda stagione | 52      | 1995-1996    |                 |
| Terza stagione   | 13      | 1996-1997    |                 |

## Personaggi
- Golia, doppiato originalmente da Keith David, in italiano da Alessandro Rossi.[3]
- Angela, doppiata originalmente da Brigitte Bako, in italiano da Barbara De Bortoli.[3]
- Broadway, doppiato originalmente da Bill Fagerbakke, in italiano da Massimo De Ambrosis.[3]
- Brooklyn, doppiato originalmente da Jeff Bennett, in italiano da Marco Mete.[3]
- Lexington, doppiato originalmente da Thom Adcox-Hernandez, in italiano da Simone Mori.[3]
- Hudson, doppiato originalmente da Ed Asner, in italiano da Sandro Iovino.[3]
- Demona, doppiata originalmente da Marina Sirtis, in italiano da Emanuela Rossi.[3]
- David Xanatos, doppiato originalmente da Jonathan Frakes, in italiano da Nino Prester.[3]
- Elisa Maza, doppiata originalmente da Salli Richardson, in italiano da Rossella Acerbo.[3]
- Macbeth, doppiato originalmente da John Rhys-Davies, in italiano da Dario Penne.[3]
- Anton Sevarius, doppiato originalmente da Tim Curry, in italiano da Sergio Di Stefano.[3]

## Amuleti magici
- L'occhio di Odino: un amuleto che conferisce grandi poteri magici e intuito. Ma se usato da solo provoca la mutazione della persona nel vero io che alberga nel proprio corpo; infatti Xanatos regala questo amuleto credendolo privo di potere alla sua innamorata, Volpe, la quale nelle notti di luna piena si trasforma in una licantropa. Esso poi non è altri che l'occhio di uno dei figli di Oberon: Odino; lo si scopre nell'episodio L'occhio della tempesta. Nel caso dell'Arcimago l'occhio gli dona nuovi e potenti poteri magici.
- Il Grimorum Arcanorum: un grande libro di incantesimi ed è fonte delle magie sia dell'Arcimago che di Magus, al suo interno sono contenute formule mistiche molto potenti. Fu scritto da un mago che obbediva proprio a Cesare Augusto, l'imperatore romano in persona. È l'unico dei tre amuleti a non poter essere portato all'interno dell'isola di Avalon, in quanto contenente incantesimi creati dagli uomini e non dai figli di Oberon; l'Arcimago però aggira questa regola "ingoiando" il libro.
- La Porta della Fenice: potente strumento che permette al suo possessore di viaggiare nel tempo e nello spazio a proprio piacimento. Esso venne diviso a metà da Demona come segno d'amore tra lei e Golia, ma soltanto affinché non cadesse in altre mani diverse dalle sue, sapendo che Golia avrebbe custodito e protetto la sua metà. Con questo medaglione l'Arcimago torna indietro nel tempo salvando se stesso da morte certa e svelandogli l'arcano, fino a mostrargli come nel giro dei millenni egli sarebbe diventato come colui che lo avrebbe salvato, grazie ai tre amuleti. Nel passato grazie alla morte dell'Arcimago, Magus prende il suo posto, usando il Grimorum. Nel seguito a fumetti viene rivelato che essa contiene la Fenice stessa, che altri non è un'entità in grado viaggia tra i flussi del tempo e la porta è la chiave per viaggiare attraverso il suo regno.
- Il gargoyle in preghiera: una statuetta magica molto prodigiosa apparsa per la prima volta in La luna del cacciatore parte 3. La statuetta ha il potere di proteggere la razza dei gargoyle dai danni, infatti Demona la voleva utilizzare per proteggere la sua razza dal virus letale che si sarebbe diffuso in tutto il pianeta provocando l'estinzione della razza umana, ma Golia l'aveva distrutta. Nel seguito a fumetti, durante lo scontro tra il clan di Manhattan e i loro cloni, Demona ritorna alla chiesa di San Damiano per recuperare il cristallo che si trovava nella statuetta (e che è il suo vero punto di forza). Grazie a questo cristallo infatti la statuetta può come dal nulla riformarsi, entro sessant'anni e se viene deposto su terra santa. Si dice che possa addirittura dare vita a statue di gargoyle inanimate.
- Il calderone della vita: un magico calderone fatto di ferro creato molto probabilmente in tempi antichi da un mago umano. Secondo un'antica leggenda, chiunque vi si bagni vivrà quanto le dure rocce della montagna, bisogna prima riempirlo d'acqua inserirvi una pelle di pietra di un gargoyle e farla bollire per un giorno e una notte e poi è pronto. Xanatos, in cerca della vita eterna, nell'episodio Il prezzo, decide di testarlo servendosi di Hudson dopo averlo catturato durante il giorno, ma questi furbescamente riesce a fuggire. Owen allora lo testa al suo posto con il suo braccio destro che rimane pietrificato. Xanatos rimasto deluso dal suo effetto, decide allora di usare il calderone per potenziare il nuovo modello di Coyote, prima delle vicende dell'episodio I valori delle tradizioni.
- Lo specchio di Titania: uno specchio magico appartenente a Titania, moglie di Oberon e regina della Terza Razza. Lo Specchio di Titania possiede diverse abilità magiche: la capacità di evocare membri della Terza Razza come Puck, vedere cose lontane, teletrasportarsi, congelare sul posto eventuali riflessi sulla sua superficie e molte altre. Fu rubato da Demona, che lo usò per evocare Puck, con l'intenzione di esaudire ogni suo desiderio. Naturalmente, essendo un imbroglione, ogni volta distorceva le sue richieste. Lo Specchio di Titania venne utilizzato da Puck come dispositivo di trasporto e punto focale per i suoi incantesimi.
- La pergamena di Thoth: un antico rotolo creato dal dio egizio Thoth. Conteneva potenti incantesimi egizi, come evocare esseri della Terza Razza o trasformare una persona in un Avatar (un essere umano che accoglie dentro di se un'entità magica, acquisendo poteri e caratteristiche di esso). Mentre era alle dipendenze di David Xanatos, l'emiro doveva cercare nella pergamena un modo per legare Anubi in modo che Xanatos potesse garantire l'immortalità sia a se stesso che a Volpe. Durante la ricerca sul rotolo, l'emiro ha scoperto un passaggio in esso che spiega il processo per diventare un Avatar. E, quando ebbe tutti gli ingredienti magici a posto per il rituale vincolante, chiamò Anubi e lo minacciò di riportare indietro suo figlio o di essere schiavo della sua volontà mentre diventava un Avatar e svolgeva lui stesso il compito.
- L' amuleto maya del sole: un amuleto magico che alimentava quattro pendenti magici, ognuno dei quali era costituito anche da una delle quattro pietre preziose (uno zaffiro, un'ossidiana, una giada e un turchese). Questi pendenti facevano sì che i gargoyle che li indossassero rimanessero svegli durante il giorno, senza entrare nel sonno di pietra. Fu realizzato da un mago maya nell'anno 990 d.C. e donato da lui a un clan di gargoyle a ChacIxChel, in Guatemala.
- Excalibur: la leggendaria spada magica di re Artù. Una spada magica di incredibile durata e forza. Potrebbe avere altre proprietà mistiche, ma quelle devono ancora essere esplorate e scoperte. I poteri di Excalibur sono ancora sconosciuti, anche se presumibilmente si tratta di un oggetto creato dalla magia delle fate. È senza dubbio almeno una spada molto ben fatta.

## Produzione
La serie, nel 1996, venne affidata dalla Disney a differenti showrunner rispetto alle prime due stagioni. Greg Weisman, uno dei principali produttori delle prime due stagioni, ha avuto la sola opportunità di scrivere la trama del primo episodio di questa terza serie; inoltre essa ha dato una grande delusione ai fan specialmente in America e non segue il ritmo delle prime due stagioni. Per questo non è considerata canonica (eccezion fatta per il primo episodio), in particolare da Greg Weisman.

## Distribuzione

### Distribuzione originale
La serie animata è stata trasmessa in Canada e negli Stati Uniti, dal 24 ottobre 1994 al 15 febbraio 1997, prima in syndication (st. 1-2) e successivamente su ABC (st. 3).

### Edizione italiana
L'edizione italiana della serie animata venne curata dalla Royfilm, mentre il doppiaggio italiano fu effettuato dalla SEFIT-CDC e diretto da Anna Rita Pasanisi su dialoghi della stessa Pasanisi e di Nino Prester.
La serie è stata trasmessa in Italia per la prima volta su Rai 1, prima all'interno del programma contenitore Disney Club, poi all'interno del programma contenitore Solletico, dove, tra il 1995 e il 1999, sono state trasmesse le prime due stagioni. Nel 2005 la serie è stata trasmessa sul canale satellitare Toon Disney. Gli episodi della seconda stagione sono andati in onda in ordine sparso e due episodi non sono stati trasmessi, per la prima volta venne trasmessa anche la terza stagione, priva di un solo episodio.

### Home video

#### VHS
Tra il 1995 e il 1996 negli Stati Uniti e Canada sono uscite 5 videocassette VHS che raccolgono la prima stagione al completo. Gargoyles the Movie: The Heroes Awaken non è altri che un insieme di scene tagliate dei primi cinque episodi della serie. Le altre videocassette sono le seguenti:
- The Hunted (ottobre 1995): The Thrill Of The Hunt (Il branco a caccia) e Temptation (Il sortilegio)
- The Forces Of Macbeth (ottobre 1995): Deadly Force (Una vita sospesa) e Enter Macbeth (Macbeth)
- Deeds Of Deception (aprile 1996): The Edge (I falsi gargoyles) e Long Way To Morning (L'alba)
- Brothers Betrayed (aprile 1996): Her Brother's Keeper (Conflitto fraterno) e Reawakening (Il nuovo risveglio)

In Italia nel 1997, quasi contemporaneamente all'arrivo della serie TV, sono uscite tre videocassette che raccolgono anch'esse la prima stagione ad eccezione degli ultimi due episodi:
- Gargoyles: La leggenda = la versione italiana di Gargoyles the Movie: The Heroes Awaken
- Gargoyles: Il ritorno = episodi Il branco a caccia (6), Il sortilegio (7) e Una vita sospesa (8)
- Gargoyles: La sfida = episodi Macbeth (9), I falsi gargoyles (10) e L'alba (11)

#### DVD
Tra il 2004 e il 2005 sono usciti negli Stati Uniti e in Canada i primi due cofanetti della serie, Gargoyles: The Complete First Season e Gargoyles 2 Season Volume 1, che raccolgono i primi 39 episodi della serie. A causa delle scarse vendite del secondo cofanetto la Disney aveva interrotto la produzione di questi DVD. Il 26 giugno 2013 è uscito il terzo cofanetto disponibile sul sito statunitense di Disney Movie Club. Finora non sono stati ancora esportati all'estero e sono disponibili anche online solo in lingua inglese.
- Gargoyles: The Complete First Season (7 dicembre 2004)
Contenuti speciali:
  - The Gathering of the Gargoyles
  - Video sul lavoro di Greg Weisman
  - Commento audio degli episodi 1-5.
- Gargoyles: Season 2, Volume 1 (6 dicembre 2005)
Contenuti speciali:
  - Introduzione degli episodi con Greg Weisman
  - The Gathering of the Gargoyles - Cast and Crew
  - Commento audio degli episodi City of Stone 1-4
- Gargoyles: Season 2, Volume 2 (26 giugno 2013)

## Altri media

### Fumetti
- Disney Studios
Nel 1994 vennero prodotti le prime storie a fumetti dedicati alla serie, con un totale di 11 storie. Per la creazione di una storia divisa in due parti, Stone Cold, è stata usata la stessa idea usata nel 1995 per l'episodio della seconda stagione Il prezzo. Un altro, The Expert, è stato inteso come fonte di ispirazione per il film d'animazione Disney Il gobbo di Notre-Dame. Queste storie a fumetti prodotte dai Disney Studios non sono considerate canoniche nell'ordine cronologico della serie TV.
- Marvel Comics
 Nel 1995 la Marvel Comics produsse undici storie a fumetti dedicate alla serie. Dalla trama si può capire che sono da collocare tra la prima e la seconda stagione. Greg Weisman non è stato coinvolto in nessun modo nella produzione della storia ma la Marvel gli si rivolse in più occasioni al fine di mantenere una maggiore accuratezza narrativa. Sfortunatamente a causa delle scarse vendite la Marvel ne interruppe la produzione. Queste storie a fumetti non sono considerate canoniche nell'ordine cronologico della serie ed erano molto più dark e fantascientifiche della serie televisiva. Curiosamente nelle pagine delle storie a fumetti targate Marvel Comics compaiono Beth Maza e Petros Xanatos, cronologicamente molto prima delle loro effettive comparse sugli schermi.
- Slave Labor Graphics
Tra il 2006 e il 2009, Greg Weisman, dopo un accordo con la Disney e la Slave Labor Graphics, ha prodotto il seguito a fumetti Gargoyles per la serie. Finora[Quando?] non è ancora prevista l'uscita all'estero di questi fumetti e quindi sono disponibili online solo in inglese.
- Joe Books
A partire dal 30 marzo 2016 la serie animata sarebbe dovuta essere adattata dalla Joe Books in un fumetto "cinestory" (ricavato dai fotogrammi della serie TV). Il primo volume avrebbe adattato le cinque parti dell'episodio pilota, il secondo avrebbe adattato i successivi quattro episodi. Tuttavia, nel 2017 il progetto venne annullato.
- Dynamite Entertainment
Nel giugno del 2022 è stato annunciato che la Dynamite Entertainment pubblicherà una nuova serie a fumetti dal titolo Gargoyles Season 4, oltre a ristampare i fumetti prodotti dalla Marvel Comics e dalla Slave Labor Graphics. La serie sarà scritta da Greg Weisman e si collocherà dopo la serie della Slave Labor Graphics.[7]